# HFC Haarlem in het seizoen 1965/66
Het seizoen 1965/1966 was het 12e jaar in het bestaan van de Haarlemse betaaldvoetbalclub Haarlem. De club kwam uit in de Tweede divisie B en eindigde daarin op de zevende plaats. Tevens deed de club mee aan het toernooi om de KNVB beker, hierin werd het team in de groepsfase uitgeschakeld.

## Wedstrijdstatistieken

### Tweede divisie B
|       | Baronie | FC Den Bosch/BVV | D.F.C. | EDO   | Excelsior | Fortuna | Helmondia '55 | Hermes DVS | Limburgia | NOAD  | RCH   | Roda JC | SVV   | Wilhelmina |
| ----- | ------- | ---------------- | ------ | ----- | --------- | ------- | ------------- | ---------- | --------- | ----- | ----- | ------- | ----- | ---------- |
| Thuis | 0 – 1   | 1 – 3            | 1 – 4  | 3 – 2 | 1 – 2     | 3 – 2   | 4 – 2         | 6 – 1      | 0 – 0     | 6 – 1 | 3 – 3 | 1 – 1   | 1 – 1 | 3 – 1      |
| Uit   | 0 – 1   | 3 – 1            | 5 – 1  | 1 – 0 | 2 – 4     | 1 – 1   | 2 – 1         | 0 – 0      | 3 – 2     | 1 – 1 | 2 – 1 | 4 – 0   | 0 – 1 | 2 – 3      |

### KNVB Beker
| Groepsfase                                         | EDO                                                             | 1 – 1 (1 – 0) | Haarlem                  |
| 19 september 1965 Plaats: Haarlem Noordersportpark | Ferry Kock 40'                                                  |               | 60' Otto Berendregt      |
| Groepsfase                                         | Haarlem                                                         | 5 – 2 (4 – 2) | Blauw Wit                |
| 7 november 1965 Plaats: Haarlem Jan Gijzenkade     | Nico Jonker 15' Wietze Couperus 18' (pen.), –', 82' Rob Bosdijk |               | Michel Kruin Paul Kramer |
| Groepsfase                                         | DWS                                                             | 1 – 0 (0 – 0) | Haarlem                  |
| 2 januari 1966 Plaats: Amsterdam Olympisch Stadion | Frans Geurtsen 80'                                              |               |                          |

## Statistieken Haarlem 1965/1966

### Eindstand Haarlem in de Nederlandse Tweede divisie B 1965 / 1966
| Stand | Gespeeld | Gewonnen | Gelijk | Verloren | Punten | Doelpunten voor | Doelpunten tegen |
| ----- | -------- | -------- | ------ | -------- | ------ | --------------- | ---------------- |
| 7e    | 28       | 10       | 7      | 11       | 27     | 50              | 50               |

### Topscorers
| #      | Naam            | Goal |
| ------ | --------------- | ---- |
| 1.     | Wietze Couperus | 19   |
| 2.     | Rob Bosdijk     | 10   |
| 3.     | Nico Jonker     | 7    |
| 4.     | Ron Versluis    | 4    |
| 5.     | (De) Kluiver    | 3    |
| 5.     | Smit            | 3    |
| 5.     | Aad Smit        | 3    |
| 8.     | Maurits Kruijer | 1    |
| Totaal | Totaal          | 50   |

| #      | Naam            | Goal |
| ------ | --------------- | ---- |
| 1.     | Wietze Couperus | 3    |
| 2.     | Otto Berendregt | 1    |
| 2.     | Nico Jonker     | 1    |
| Totaal | Totaal          | 5    |